# Annabelle Euranie
Annabelle Euranie, née le 4 septembre 1982 à Gonesse, est une judokate française.
Elle a pris sa retraite sportive au début de l’année 2007, mais décide de renouer avec les tatamis fin 2013.

## Biographie

### Débuts et première carrière
Née le 4 septembre 1982 à Gonesse, Annabelle Euranie est entourée dans sa famille de deux autres judokas de haut niveau, sa sœur Fanny (championne de France 2004 en -57 kg) et son frère David (champion de France 2005 en -52 kg et 2006 en -57 kg). 
Elle commence le judo vers 13 ans, et bien que de nombreuses personnes voyaient dans cette adolescente une fille hors critères, elle va très vite connaître le succès dans sa catégorie, les moins de 52 kg… 
L’année faste d’Annabelle restera sans aucun doute 2003 : elle se révèle alors au niveau international avec un titre de championne d’Europe décroché le 16 mai à Düsseldorf (Allemagne) et une médaille d’argent aux championnats du monde organisés à Osaka (Japon), le 11 septembre. 
En 2004, elle participe à ses premiers Jeux olympiques, à Athènes. Mais comme pour l’ensemble du judo français, la compétition ne se passe pas très bien pour Annabelle, qui termine tout de même à une honorable cinquième place. Deux mois après, elle remporte avec l’équipe de France le championnat d’Europe par équipes, à Paris. 
L’année 2005 est assez paradoxale. Après avoir été sacrée championne de France, gagné le tournoi International de Paris et remporté les Jeux Méditerranéens à Almérie (Espagne), elle échoue aux championnats du monde du Caire et ne réédite pas sa performance de 2003 en ne décrochant pas de médaille… Elle décide alors de changer de catégorie et de passer en moins de 57 kg, poids qui sera plus facile à atteindre du fait de sa grande taille. Elle s’impose immédiatement dans sa nouvelle catégorie en remportant les championnats de France (janvier 2006). Elle terminera cette saison sur un titre de championne du monde par équipe décroché à Bercy, compétition au cours de laquelle elle est alignée dans sa catégorie de poids en doublure de Barbara Harel.  
Mais début janvier 2007, elle annonce sa décision d’arrêter sa carrière de judokate, à 24 ans. « La motivation est partie » explique-t-elle. 
Elle quitte donc le judo, forte d’un très beau palmarès, et commence une nouvelle carrière au sein de l'Administration des  Douanes.

### Retour
En septembre 2013, à la surprise générale du monde du judo, elle reprend le chemin de l'entrainement, puis renoue en octobre avec la compétition, avec succès, remportant un titre national de seconde division, puis en novembre, une encourageante troisième place en première division.
Saison 2013/2014
En janvier 2014, elle s'adjuge le titre du tournoi de Casablanca, et est présente au tournoi de Paris en février, référence mondiale en la matière.
Le 9 mai 2014, elle remporte la médaille d'or au tournoi Grand Slam de Bakou (Azerbaïdjan) dominant en finale sa compatriote Priscillia Gneto. Ces êrformances lui permettent d'intégrer à nouveau l'équipe de France avec laquelle elle décroche la même année les titres européen et mondial en équipe. Elle ne participe toutefois pas aux championnats individuels cette saison.
Saison 2014/2015
C'est au cours de la saison suivante (2014/2015) qu'Annabelle a retrouvé la place de numéro une française en -52 kg. Ses victoires au Grand prix de Zagreb début septembre, et ses médailles de bronze au Grand chelem d'Abou Dabi (Émirats arabes unis) et au World Master de Rabat (Maroc) lui permettent de décrocher sa sélection pour les Championnats d'Europe /Jeux Européens de Bakou (Azerbaïdjan) . Elle y remportera une incroyable médaille d'argent, douze ans prés son titre européen. 
Sélectionnée en aout 2015 pour les Championnats du Monde d'Astana (Kazakhstan), elle s'incline en 1/8èmes de finale, victime d'un malaise.
Saison 2015/2016
Alors qu'elle s'est inclinée au deuxième tour du Grand Slam de Paris pour son tournoi de reprise et qu'elle observe le retour en forme de sa concurrente nationale Priscillia Gneto, Annabelle remporte quinze jours plus tard le prestigieux Grand Slam d'Abou Dabi, en prenant le dessus sur Priscilia Gneto en demi-finale et sur la triple médaillée mondiale brésilienne Erika Miranda en finale. Elle clôt de belle manière l'année 2015 au Japon en décembre en décrochant la médaille de bronze lors du Grand Chelem de Tokyo, prenant à nouveau le dessus sur sa rivale nationale et étant la seule non japonaise sur le podium de sa catégorie.
Caractéristiques
- Club d’origine : DJK Tremblay en France (Seine-Saint-Denis)
- Derniers clubs côtoyés : Blanc Mesnil Sport Judo (depuis 2013) // Levallois Sporting Club (depuis 2001/2007)
- Gauchère
- Taille : 1,72 m
- Catégorie de poids : −52 kg (−57 kg en 2005/2006)
- Technique favorite : Uchi-Mata

## Palmarès
- Championne de France cadettes 1998
- Championne de France juniors 2001 (-52 kg)
- Championne d’Europe 2003 (-52 kg)
- Vice-championne du Monde 2003 (-52 kg)
- 5e des JO 2004 (-52 kg)
- Vice championne d'Europe 2015
- Championne d’Europe junior 2001 (-52 kg)
- Championne de France 1re division 2005 (-52 kg)
- Championne de France 1re division 2006 (-57 kg)

- Championne d'Europe des clubs 2002 (avec Levallois)
- Championne du Monde par équipes 2006 et 2014
- Championne d 'Europe par équipes 2004,  2014 et 2015

- Vainqueure du tournoi de Munich 2002 (-52 kg)
- Vainqueure des Jeux Méditerranéens 2005 (- 52 kg)
- Vainqueure du tournoi de Paris 2005 (-52 kg)
- Vainqueure du Tournoi de Paris 2005
- Vainqueure de l'Africain coup de Casablanca 2014
- Vainqueure du Grand Slam de Bakou 2014 (-52 kg)
- Vainqueure du Grand Prix de Zagreb 2014
- Vainqueurs du Grand Sam d'Abou Dabi 2015